# Gare de Montluel
La gare de Montluel est une gare ferroviaire française de la ligne de Lyon-Perrache à Genève (frontière). Elle est située sur le territoire de la commune de Montluel dans le département de l'Ain, en région Auvergne-Rhône-Alpes.
C'est une gare de la Société nationale des chemins de fer français (SNCF) desservie par des trains TER Auvergne-Rhône-Alpes.

## Situation ferroviaire
Établie à 198 mètres d'altitude, la gare de Montluel est située au point kilométrique (PK) 25,195 de la ligne de Lyon-Perrache à Genève (frontière), entre les gares de La Boisse et de La Valbonne.

## Histoire
La section de ligne, entre Lyon et Ambérieu, ouverte le 23 juin 1856 débute sur la rive droite à la gare de Lyon-Saint-Clair, car le pont sur le Rhône n'est pas terminé, la ligne longe le fleuve jusqu'à la gare de Miribel, puis s'en éloigne jusqu'à la gare de Montluel.
Le 7 janvier 2011, un jeune homme de 16 ans, Antoine Mauresa, est fauché mortellement, par un TER, en gare de Montluel. À la suite de ce drame, la sécurité de la gare qui ne possède ni passage souterrain ni passerelle pour relier les voies les plus éloignées aux quais (obligeant les voyageurs à utiliser une allée intersectant les voies ferrées) est largement remise en cause. Un projet de passerelle est évoqué par le maire de la commune de Montluel, Jacky Bernard. La passerelle sera finalement érigée en 2012.

## Fréquentation
Selon les estimations de la SNCF, la fréquentation annuelle de la gare s'élève aux nombres indiqués dans le tableau ci-dessous.
| Année               | 2024    | 2023    | 2022    | 2021    | 2020    | 2019    | 2018    | 2017    | 2016    | 2015    |
| ------------------- | ------- | ------- | ------- | ------- | ------- | ------- | ------- | ------- | ------- | ------- |
| Nombre de voyageurs | 669 928 | 562 874 | 509 152 | 377 446 | 326 450 | 509 568 | 454 540 | 490 801 | 477 480 | 487 928 |

## Service des voyageurs

### Accueil
Gare SNCF, elle dispose d'un bâtiment voyageurs. Elle est équipée d'automates pour l'achat de titres de transport, une passerelle permet le passage d'un quai à l'autre.

Passerelle
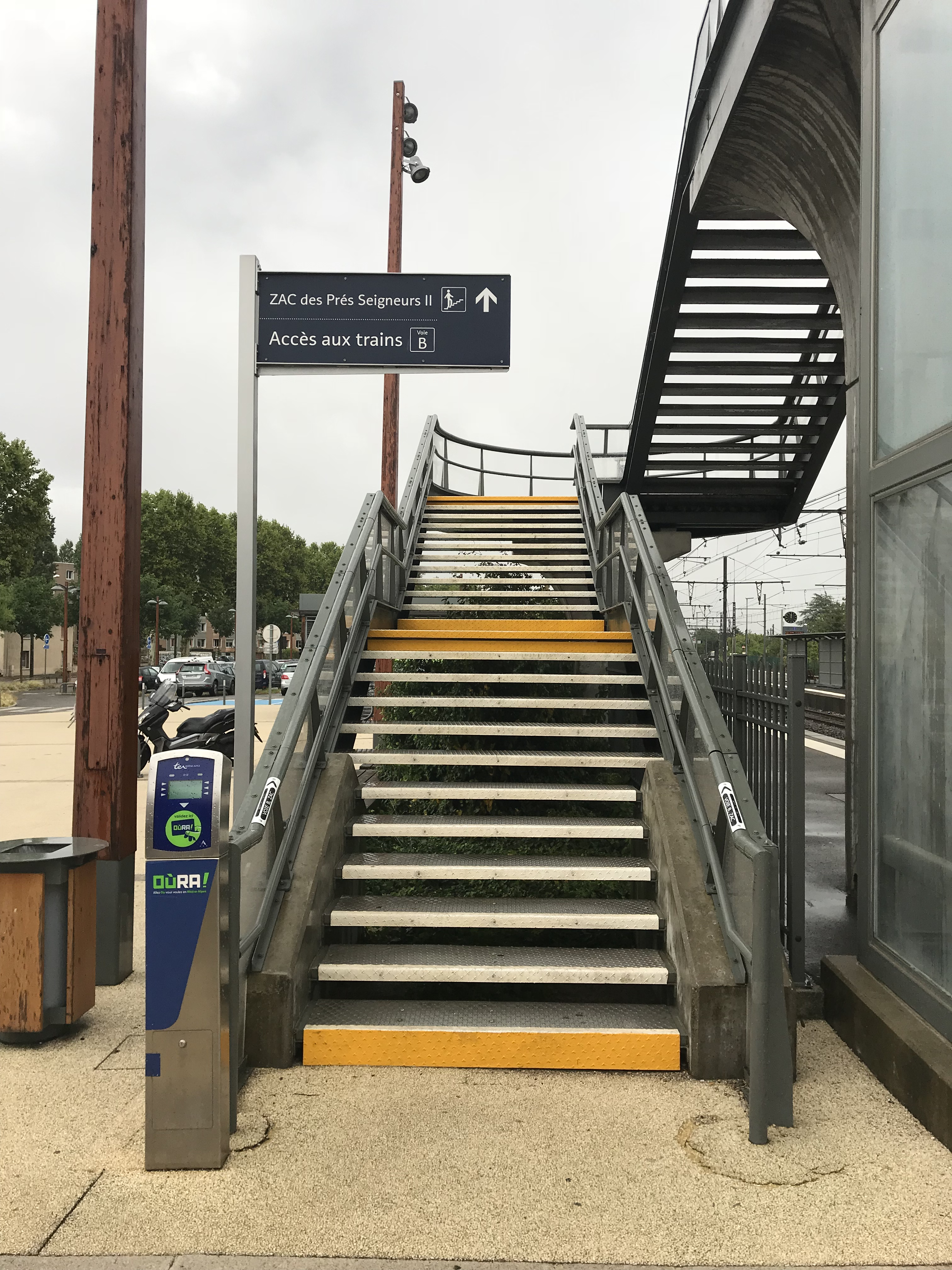
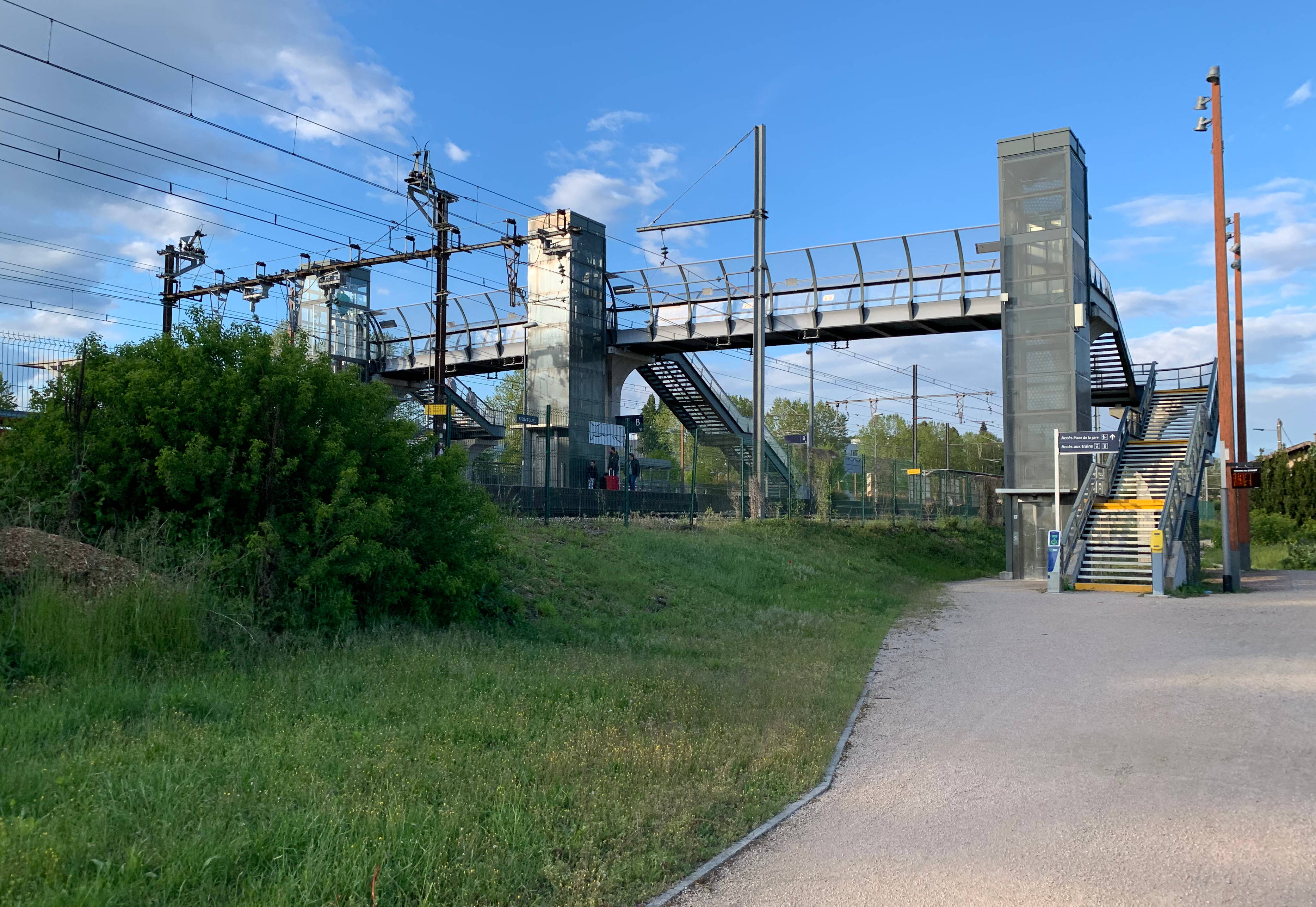
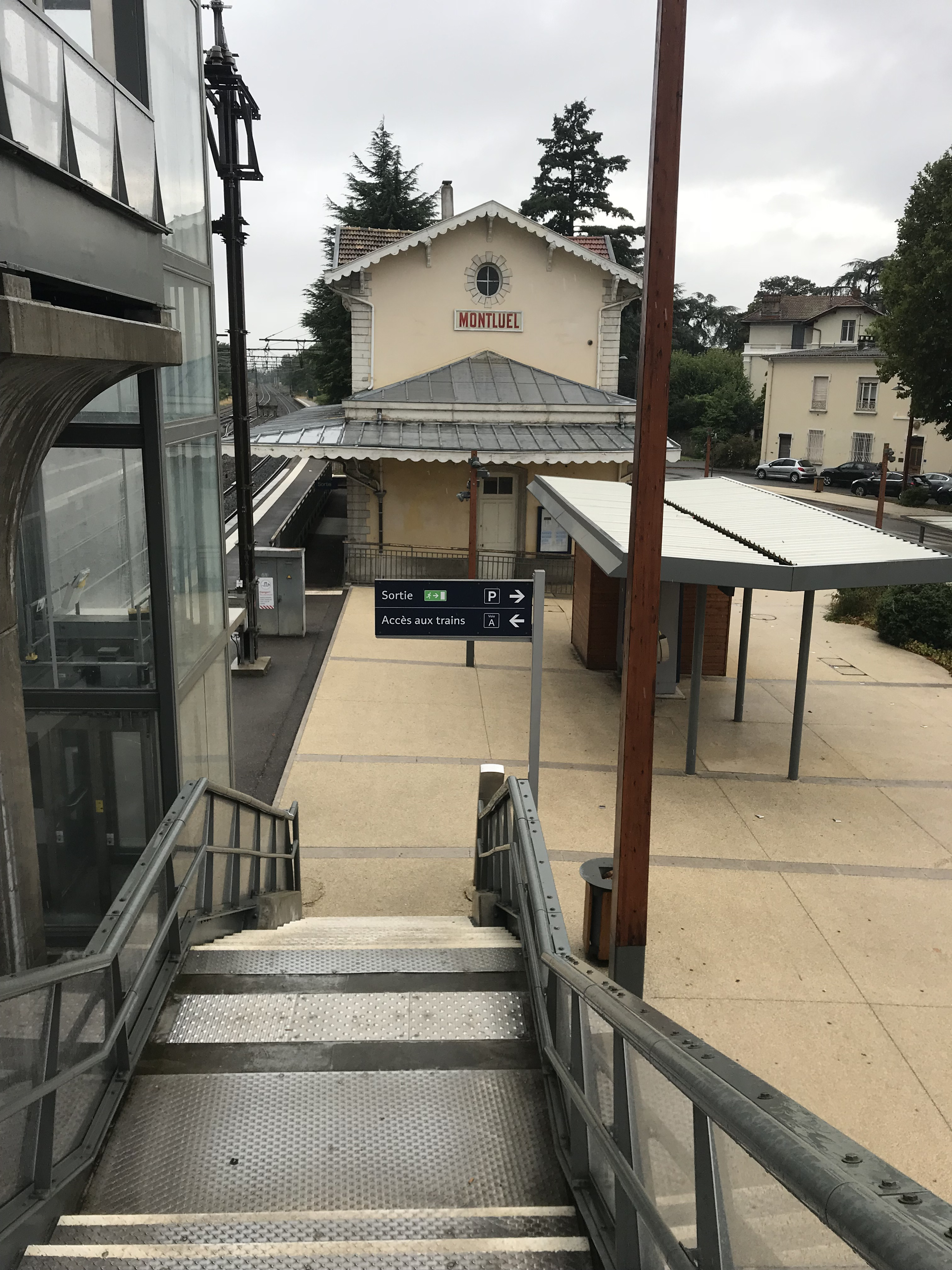

### Desserte
Montluel est desservie par des trains TER Auvergne-Rhône-Alpes qui effectuent des missions entre les gares de Lyon-Part-Dieu ou Lyon-Perrache et Ambérieu-en-Bugey. Des correspondances sont possibles, en gare d'Ambérieu-en-Bugey, vers Culoz, Genève-Cornavin, Évian-les-Bains, Annecy et Saint-Gervais-les-Bains-Le Fayet.

Installations et desserte
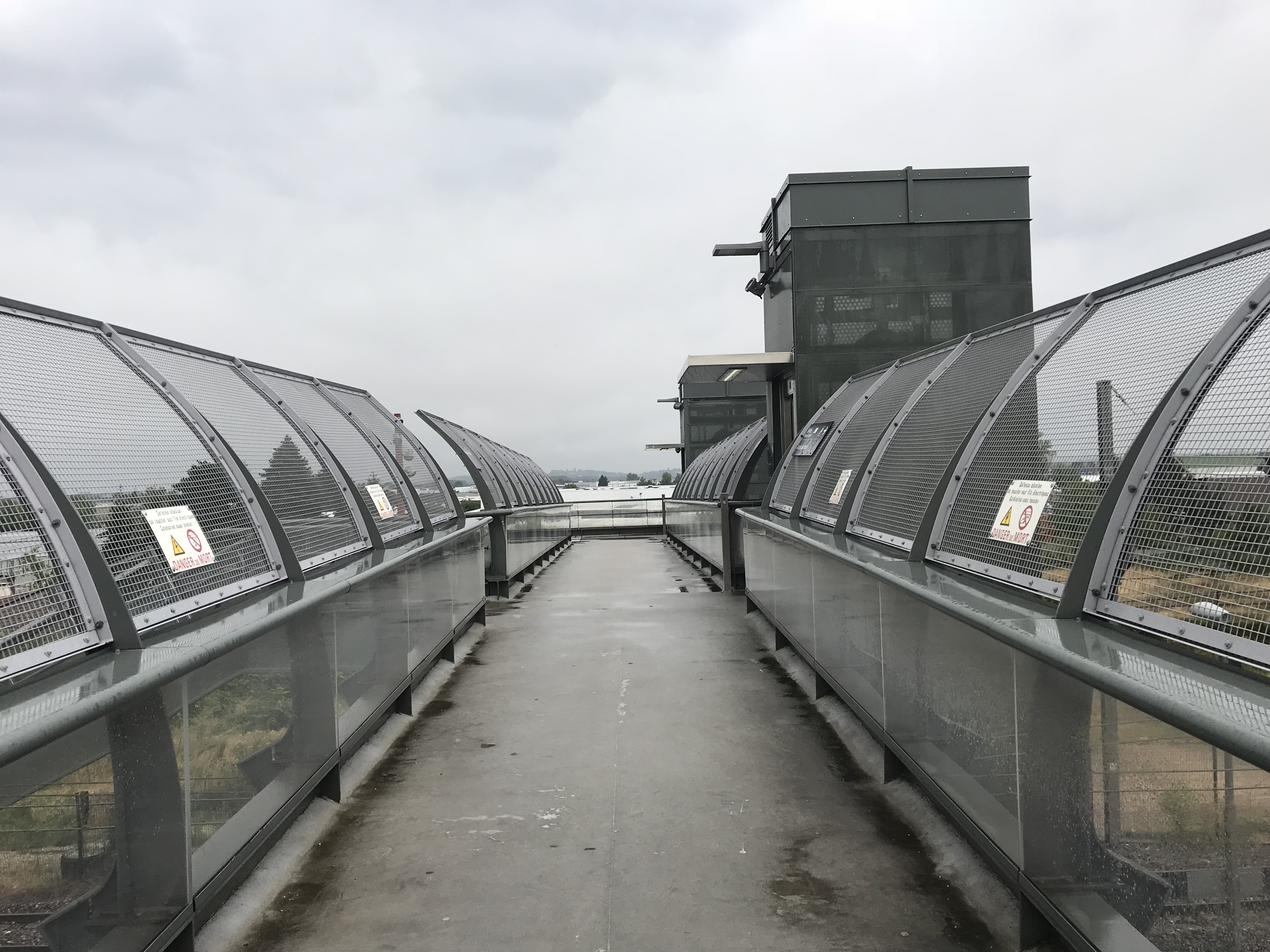
Passerelle.
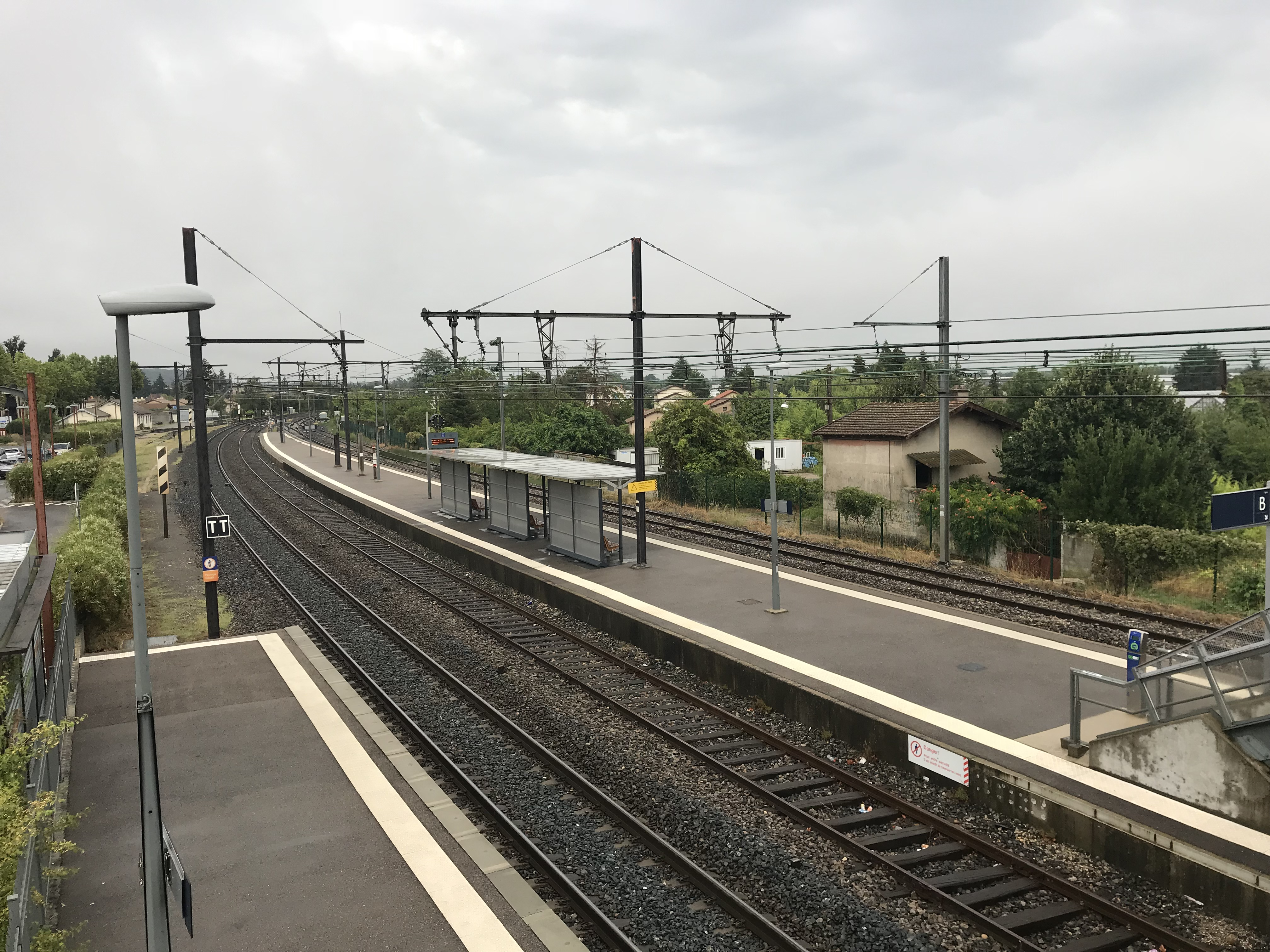
Voies et quais.
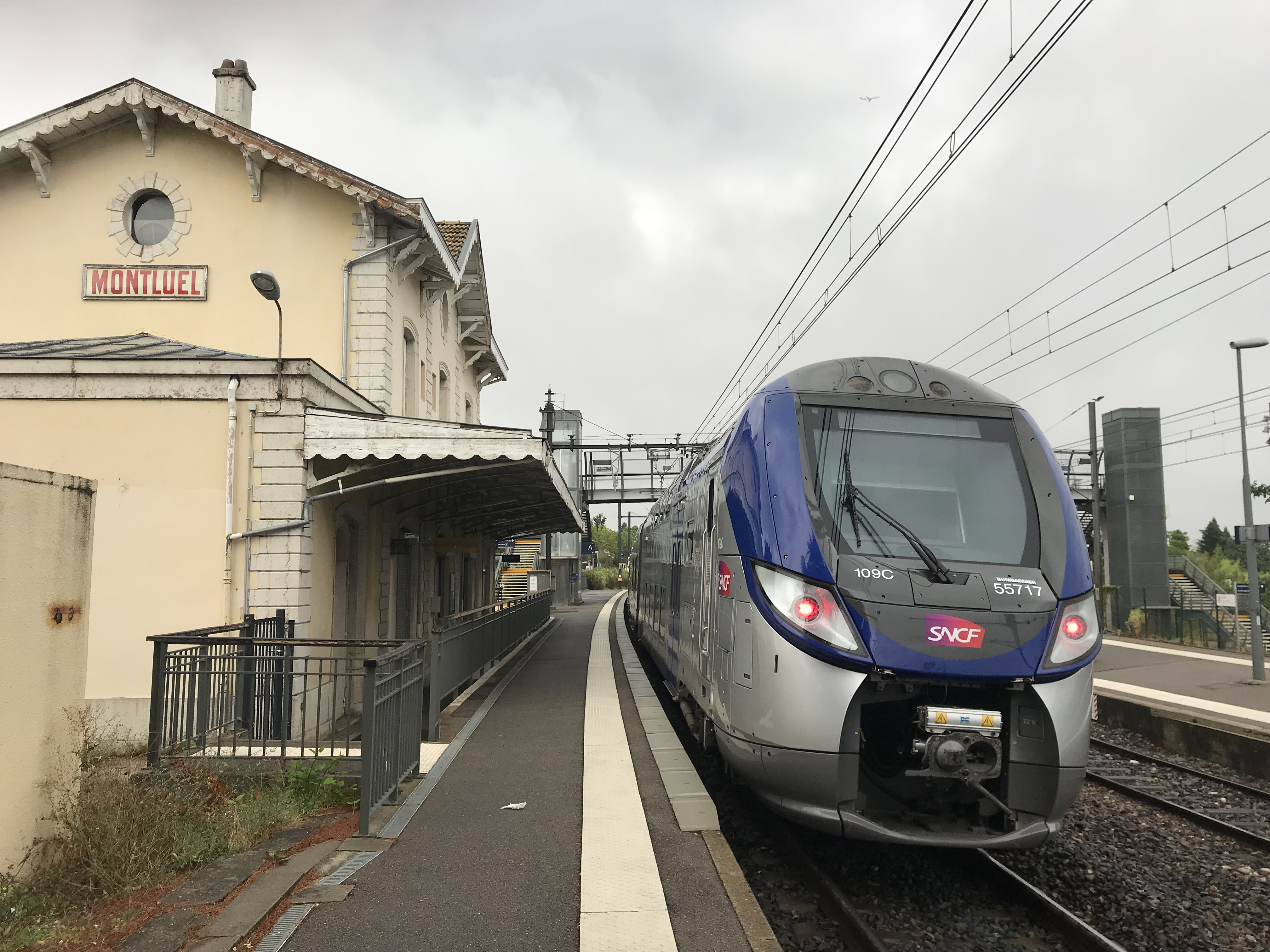
TER.
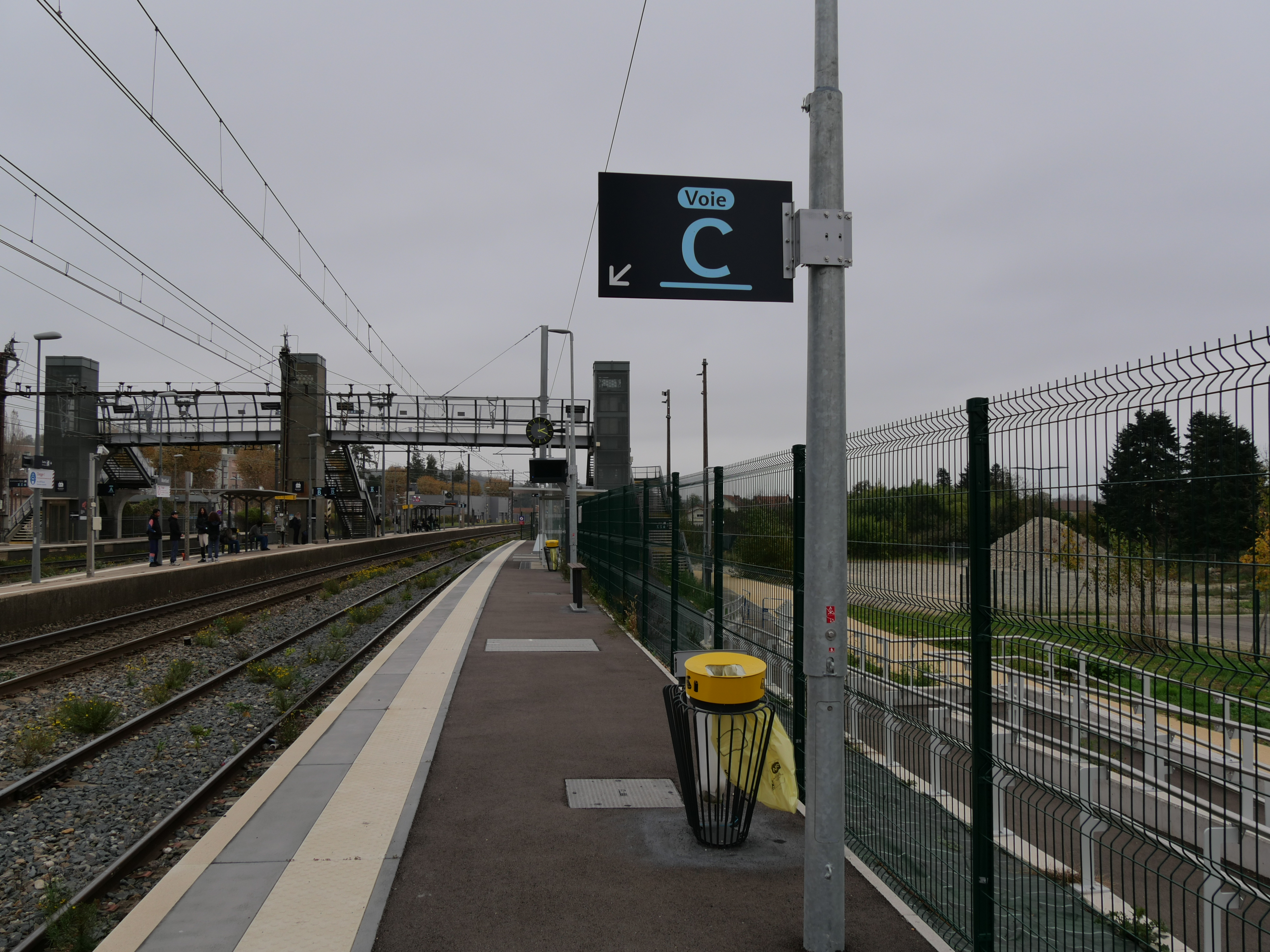
Nouveau quai desservant la voie C
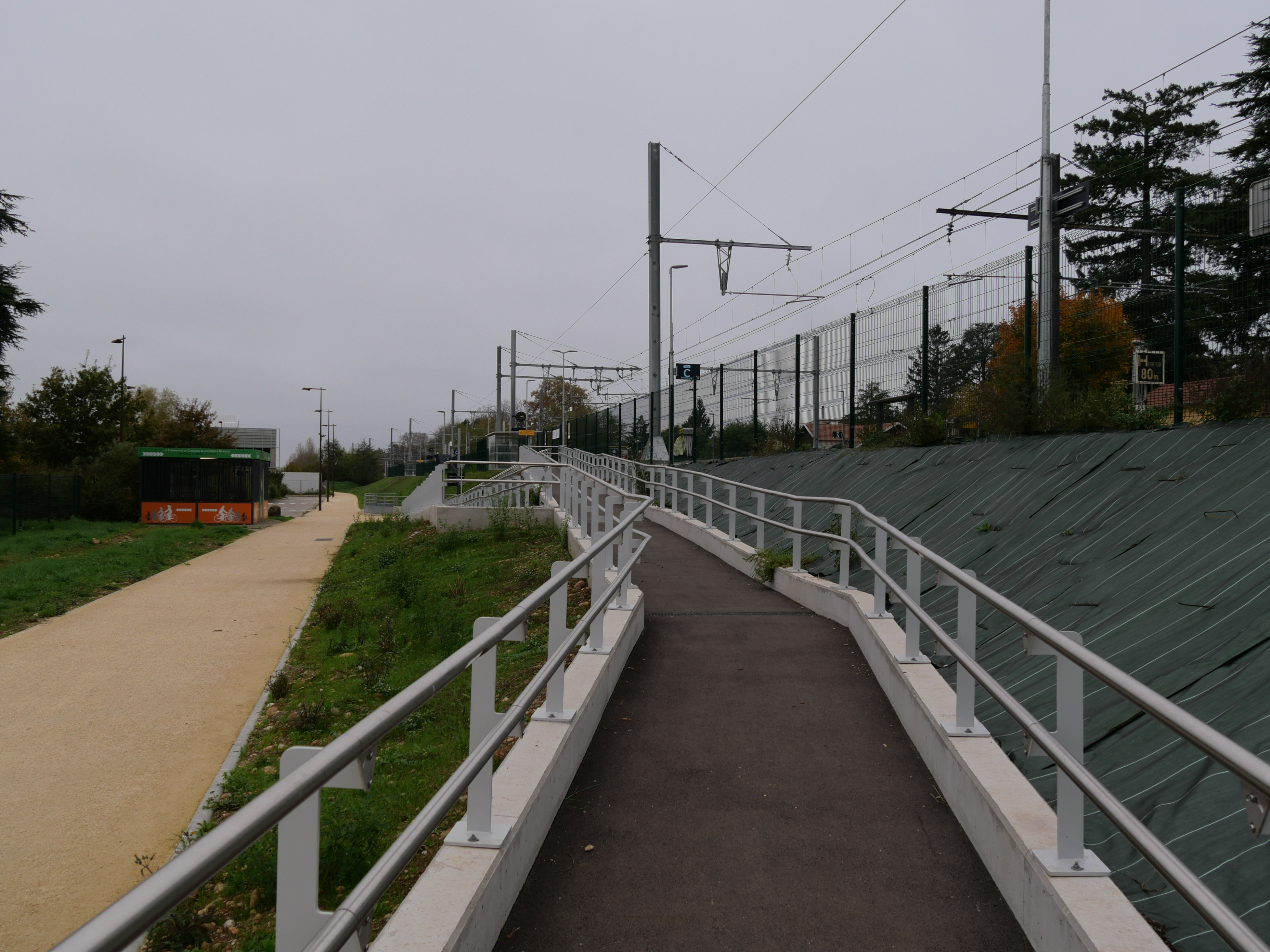
Rampe d'accès à la voie C

### Intermodalité
Un parking pour les véhicules est aménagé.

## Service des marchandises
Cette gare est ouverte au trafic du fret (Wagon isolé).

## Patrimoine ferroviaire
Le bâtiment voyageurs d'origine est aujourd'hui devenu l'Office du Tourisme "Le Costellan" de la Communauté de Communes de la Côtière. Il abrite également un espace de Coworking.